# Thorneov sustav (1992.)
Thorneov sustav, sustav klasifikacije vaskularnih biljaka cvjetnica Roberta F. Thornea 1992. Dva osnovna podrazreda su Magnoliidae i Liliidae od kojih se svaki saszoji od viže nadredova, 18 kod Magnoliidae (dvosupnica) i 9 kod podrazereda Liliidae (jednosupnica).

### PodrazredMagnoliidae
- A. nadred Magnolianae
  - a1. red Magnoliales
    - a. podred Illiciineae
      - porodica Illiciaceae
      - porodica Schisandraceae

    - b. podred Magnoliineae
      - porodica Magnoliaceae (12/220)
        - potporodica Magnolioideae - 11 rodova preko 220 vrsta
        - potporodica Liriodendroideae - 1 rod,  2 sp. (Liriodendron)

      - porodica Degeneriaceae (1/2 - Degeneria)
      - porodica Himantandraceae (1/2 - Galbulimima)
      - porodica Eupomatiaceae (1/2 - Eupomatia)
      - porodica Annonaceae (132/2300)
      - porodica Aristolochiaceae (8/400) 
        - Asaroideae - 3 roda, 71 sp. (Asarum, Hexastylis, Saruma)
        - potporodica Aristolochioideae - 5 rodova, 330 sp.

      - porodica Myristicaceae (17/300)
      - porodica Canellaceae (6/21)

    - c. podred Austrobaileyineae
      - porodica Austrobaileyaceae (1/1)

    - d. podred Laurineae
      - porodica Amborellaceae (1/1)
      - porodica Trimeniaceae (1/5)
      - porodica Chloranthaceae (4/70)
      - porodica Monimiaceae (32/335) 
        - potporodica Hortonioideae - 1 rod 3 sp. (Hortonia)
        - potporodica Monimioideae - 3 roda 18 sp. (Monimia, Palmeria, Peumus)
        - potporodica Mollinedioideae - 19 rosdova, 145 sp.
        - potporodica Atherospermatoidea - 7 rodova 16 sp.
        - potporodica Siparunoideae - 1 rod, 150 sp. (Siparuna)
        - potporodica Glossocalycoideae - 1 rod 3 sp. (Glossocalyx)

      - porodica Gomortegaceae (1/1)
      - porodica Calycanthaceae (3/7)
        - potporodica Idiospermoideae - 1 rod 1 sp. (Idiospermum)
        - potporodica Calycanthoideae - 2 roda 6 sp. (Calycanthus, Chimonanthus)

      - porodica Lauraceae (31/2490)
        - potporodica Lauroideae - 30 rodova, 2470 sp.
        - potporodica Cassythoideae - 1 rod 20 sp. (Cassytha)

      - porodica Hernandiaceae (4/64)
        - potporodica Hernandioideae - 2 roda 42 sp. (Hernandia, Illigera)
        - potporodica Gyrocarpoideae - 1 rod 7 sp. (Gyrocarpus)
        - potporodica Sparattanthelioide - 1 rod 15 sp. (Sparattanthelium)

    - e. podred Piperineae
      - porodica Lactoridaceae (1/1)
      - porodica Saururaceae (5/7)
      - porodica Piperaceae (8/2000) 
        - potporodica Piperoideae - 4 roda 1000 sp.
        - potporodica Peperomioideae - 4 roda 1000 sp.

  - a2. red Ceratophyllales
    -       - porodica Ceratophyllaceae (1/6)

  - a3. red Nelumbonales
    -       - porodica Nelumbonaceae (1/2)

  - a4. red Paeoniales
    -       - porodica Paeoniaceae (1/33)
      - porodica Glaucidiaceae (1/1)

  - a5. red Berberidales
    - podred Berberidineae
      - porodica Menispermaceae (65/350)
      - porodica Lardizabalaceae (8/37) 
        - potporodica Decaisneoideae - 1 rod 2 sp. (Decaisnea)
        - potporodica Lardizabaloideae - 7 rodova 35 sp. (Sargentodoxa)

      - porodica Sargentodoxaceae (1/1)
      - porodica Berberidaceae (16/540) 
        - potporodica Nandinoideae - 1 rod, 1 sp. (Nandina)
        - potporodica Berberidoideae - 3 roda, 520 sp. (Berberis, Mahonia, Ranzania)
        - potporodica Leonticoideae - 3 roda, 8 sp. (Caulophyllum, Gymnospermium, Leontice)
        - potporodica Epimedioideae - 9 rodova, 11 sp.

      - porodica Hydrastidaceae (1/1)
      - porodica Ranunculaceae (46/1900) 
        - potporodica Isopyroideae
        - potporodica Ranunculoideae - uklj. Helleborus, Kingdonia

      - porodica Circaeasteraceae (1/1)

    - podred Papaverineae
      - porodica Papaveraceae (42/660)
        - potporodica Platystemonoideae - 3 roda, 4 sp.
        - potporodica Papaveroideae - 18 rodova, 185 sp.
        - potporodica Eschscholzioideae - 3 roda, 12 sp.
        - potporodica Pteridophylloideae - 1 rod, 1 sp. (Pteridophyllum)
        - potporodica Hypecoideae - 1 rod, 10 sp. (Hypecoum)
        - potporodica Fumarioideae - 16 rodova, 450 sp.
- B. nadred Nymphaeanae
  - b1. red Nymphaeales
    -       - porodica Cabombaceae (2/8)
      - porodica Nymphaeaceae (8/70)
        - potporodica Nymphaeoideae - 3 roda, 55 sp. (Nuphar, Nymphaea, Ondinea)
        - potporodica Euryaloideae - 2 roda, 3 sp. (Euryale, Victoria)
        - potporodica Barclayoideae - 1 rod, 4 sp. (Barclaya)
- C. nadred Rafflesianae
  - c1. red Rafflesiales
    -       - porodica Hydnoraceae (2/15)
      - porodica Rafflesiaceae (8/53) 
        - potporodica Mitrastemonoideae - 1 rod, 2 sp. (Mitrastemon)
        - potporodica Cytinoideae - 2 roda, 10 sp. (Bdallophyton, Cytinus)
        - potporodica Apodanthoideae - 2 roda, 26 sp. (Apodanthes, Pilostyles)
        - potporodica Rafflesioideae - 3 roda, 15 sp. (Rafflesia, Rhizanthes, Sapria)
- D. nadred Caryophyllanae
  - d1. red Caryophyllales
    - a. podred Caryophyllineae
      - porodica Caryophyllaceae (70/1750) 
        - potporodica Alsinoideae
        - potporodica Paronychioideae
        - potporodica Caryophylloideae

      - porodica Molluginaceae (13/90)

    - b. podred Achatocarpineae
      - porodica Achatocarpaceae (2/10)

    - c. podred Portulacineae
      - porodica Portulacaceae (19/500)
      - porodica Hectorellaceae (2/2)
      - porodica Basellaceae (4/40)
      - porodica Didiereaceae (4/11)
      - porodica Cactaceae (93/1400)

    - d. podred Phytolaccineae
      - porodica Phytolaccaceae (14/97)
        - potporodica Phytolaccoideae - 5 rodova 50 sp. (uklj. Lophiocarpus)
        - potporodica Gisekioideae - 1 rod 5 sp. (Gisekia)

      - porodica Nyctaginaceae (30/290)
      - porodica Aizoaceae (141/2040)
        - potporodica Aizooideae - 6 rodova 80 sp.
        - potporodica Aptenioideae - 9 rodova 90 sp.
        - potporodica Ruschioideae - 120 rodova 1800 sp. (including Caryotophoroideae, Hymenogynoideae)
        - potporodica Sesuvioideae - 4 roda 20 sp.
        - potporodica Tetragonioideae - 2 roda 50 sp. (Tetragonia, Tribulocarpus)

      - porodica Halophytaceae (1/1)
      - porodica Stegnospermataceae (1/3)

    - e. podred Chenopodiineae
      - porodica Chenopodiaceae (104/1510) 
        - potporodica Chenopodioideae - uklj. Dysphania, Microtea
        - potporodica Salicornioideae
        - potporodica Salsoloideae

      - porodica Amaranthaceae (65/850) 
        - potporodica Amaranthoideae
        - potporodica Gomphrenoideae
- E. nadred Dillenianae:
  - e1. red Dilleniales
    - podred Dilleniineae
      - porodica Dilleniaceae (9/400) 
        - potporodica Dillenioideae - 5 rodova 280 sp.
        - potporodica Tetraceroideae - 4 roda 120 sp.

    - podred Theineae
      - porodica Actinidiaceae (3/350) 
        - potporodica Actinidioideae - 1 rod 40 sp. (Actinidia)
        - potporodica Saurauioideae - 1 rod 300 sp. (Saurauia)
        - potporodica Clematoclethroidea - 1 rod 10 sp. (Clematoclethra)

      - porodica Paracryphiaceae (1/1)
      - porodica Stachyuraceae (1/10)
      - porodica Theaceae (28/500) 
        - potporodica Ternstroemioideae - 11 rodova 200 sp.
        - potporodica Theoideae - 16 rodova 300 sp.
        - potporodica Sladenioideae - 1 rod 1 sp. (Sladenia)

      - porodica Asteropeiaceae (1/7)
      - porodica Tetrameristaceae (2/2)
      - porodica Pellicieraceae (1/1)
      - porodica Chrysobalanaceae (17/495)
      - porodica Symplocaceae (1/500)
      - porodica Caryocaraceae (2/23)
      - porodica Marcgraviaceae (5/100)
      - porodica Oncothecaceae (1/2)
      - porodica Aquifoliaceae (1/400)
      - porodica Phellinaceae (1/10)
      - porodica Sphenostemonaceae (1/7)

    - podred Sarraceniineae
      - porodica Sarraceniaceae (3/15)

    - podred Clethrineae
      - porodica Pentaphylacaceae (1/2)
      - porodica Clethraceae (1/64)
      - porodica Cyrillaceae (3/14)

    - podred Scytopetalineae
      - porodica Ochnaceae (40/600) 
        - potporodica Ochnoideae - 33 roda 525 sp.
        - potporodica Sauvagesioideae - 7 rodova 75 sp.

      - porodica Quiinaceae (4/50)
      - porodica Scytopetalaceae (5/20)
      - porodica Medusagynaceae (1/1)
      - porodica Strasburgeriaceae (1/1)

    - podred Nepenthineae
      - porodica Ancistrocladaceae (1/20)
      - porodica Dioncophyllaceae (3/3)
      - porodica Droseraceae (4/110)
      - porodica Nepenthaceae (1/70)

    - podred Hypericineae
      - porodica Bonnetiaceae (3/22)
      - porodica Clusiaceae (45/1010) 
        - potporodica Kielmeyeroideae - 7 rodova 47 sp.
        - potporodica Calophylloideae
        - potporodica Clusioideae
        - potporodica Moronoboideae - 6 rodova 36 sp.
        - potporodica Hypericoideae - 9 rodova 540 sp.

      - porodica Elatinaceae (2/35)

    - podred Lecythidineae
      - porodica Lecythidaceae (20/270) 
        - potporodica Planchonioideae - 6 rodova 55 sp.
        - potporodica Foetidoideae - 1 rod 5 sp. (Foetidia)
        - potporodica Lecythidoideae - 10 rodova 200 sp.
        - potporodica Napoleonoideae - 2 roda 11 sp. (Crateranthus, Napoleonaea))
        - potporodica Asteranthoideae - 1 rod 1 sp. (Asteranthos)

  - e2. red Ericales
    - porodica Ericaceae (132/2650)
      -         - potporodica Rhododendroideae - 15 rodova 700 sp.
        - potporodica Ericoideae - 17 rodova 865 sp.
        - potporodica Vaccinioideae - 54 roda 660 sp. (including Arbuteae)
        - potporodica Pyroloideae - 3 roda 10 sp. (Chimaphila, Moneses, Pyrola)
        - potporodica Monotropoideae - 10 rodova 12 sp.

    - porodica Epacridaceae (30/400) 
      - porodica Empetraceae (3/6)

  - e3. red Fouquieriales
    - porodica Fouquieriaceae (1/11)

  - e4. red Styracales
    - podred Ebenineae
      - porodica Ebenaceae (2/500)
      - porodica Lissocarpaceae (1/2)
      - porodica Sapotaceae (53/800)

    - podred Styracineae
      - porodica Styracaceae (11/150)

  - e5. red Primulales
    - podred Primulineae
      - porodica Theophrastaceae (5/95)
      - porodica Myrsinaceae (33/1000) 
        - potporodica Myrsinoideae - 32 roda 900 sp. (uklj. Aegiceras)
        - potporodica Maesoideae - 1 rod 100 sp. (Maesa)

      - porodica Primulaceae (20/1000)

    - podred Plumbaginineae
      - porodica Plumbaginaceae (19/775)
        - potporodica Plumbaginoideae - 19 rodova 775 sp.
        - potporodica Staticoideae - 15 rodova 750 sp. (uklj. Aegialitis)

  - e6. red Polygonales
    -       - porodica Polygonaceae (49/1100)
        - potporodica Eriogonoideae - 17 rodova 316 sp.
        - potporodica Polygonoideae - 24 roda 550 sp.
        - potporodica Coccoloboideae - 8 rodova 230 sp.
- F. nadred Celastranae
  - f1. red Celastrales
    - porodica Celastraceae (55/855) 
      - potporodica Celastroideae - 25 rodova 0 sp.
      - potporodica Tripterygioideae - 5 rodova 34 sp.
      - potporodica Cassinoideae - 20 rodova 0 sp.
      - potporodica Hippocrateoideae - 4 roda 100 sp.
      - potporodica Siphonodontoideae - 1 rod 5 sp.

    - porodica Goupiaceae (1/3)
    - porodica Lophopyxidaceae (1/2)
    - porodica Stackhousiaceae (3/16) 
      - potporodica Macgregorioideae - 1 rod 1 sp. (Macgregoria)
      - potporodica Stackhousioideae - 2 roda 15 sp. (Stackhousia, Tripterococcus)
- G. nadred Malvanae
  - g1. red Malvales
    - Podred Sterculiineae
      - porodica Sterculiaceae (151/2120)
        - potporodica Sterculioideae - 12 rodova 0 sp.
        - potporodica Byttnerioideae - 48 rodova 0 sp.

      - porodica Huaceae (2/3)
      - porodica Elaeocarpaceae (9/350)
      - porodica Plagiopteraceae (1/1)
      - porodica Tiliaceae (49/450) 
        - potporodica Brownlowioideae - 12 rodova 56 sp.
        - potporodica Tetralicoideae - 1 rod 3 sp. (Tetralix)
        - potporodica Tilioideae - 35 rodova 390 sp.
        - potporodica Neotessmannioideae - 1 rod 1 sp. (Neotessmannia)

      - porodica Monotaceae (3/21)
        - potporodica Pakaramaeoideae - 1 rod 1 sp. (Pakaramaea)
        - potporodica Monotoideae - 2 roda 20 sp. (Marquesia,Monotes)

      - porodica Dipterocarpaceae (16/550)
      - porodica Sarcolaenaceae (8/28)
      - porodica Sphaerosepalaceae (3/15) 
        - potporodica Sphaerosepaloideae - 2 roda 14 sp. (Dialyceras, Rhopalocarpus)
        - potporodica Diegodendroideae - 1 rod 1 sp. (Diegodendron)

    - Podred Malvineae
      - porodica Bombacaceae (20/180)
      - porodica Malvaceae (75/1000)

  - g2. red Urticales
    - porodica Ulmaceae (15/200)
      - potporodica Celtidoideae
      - potporodica Ulmoideae

    - porodica Moraceae (53/1400)
    - porodica Cecropiaceae (6/275)
    - porodica Urticaceae (39/800)
    - porodica Cannabaceae (3/3)

  - g3. red Rhamnales
    - porodica Rhamnaceae (45/850)
    - porodica Elaeagnaceae (3/50)

  - g4. red Euphorbiales
    - porodica Euphorbiaceae (304/7030) 
      - potporodica Phyllanthoideae
      - potporodica Oldfieldioideae - uklj. Picrodendron
      - potporodica Acalyphoideae
      - potporodica Crotonoideae
      - potporodica Euphorbioideae
      - potporodica Pandoideae - 4 roda 28 sp.

    - porodica Simmondsiaceae (1/1)
    - porodica Dichapetalaceae (4/200)
    - porodica Gonystylaceae (3/23)
    - porodica Thymelaeaceae (47/475) 
      - potporodica Aquilarioideae - 5 rodova 40 sp.
      - potporodica Gilgiodaphnoideae - 1 rod 1 sp. (Synandrodaphne)
      - potporodica Thymelaeoideae - 41 rod 435 sp.
- H. nadred Violanae
  - h1. red Violales
    - podred Cistineae
      - porodica Bixaceae (1/4)
      - porodica Cochlospermaceae (2/20)
      - porodica Cistaceae (8/200)

    - podred Violineae
      - porodica Violaceae (22/900)
        - potporodica Violoideae - 21 rod 890 sp.
        - potporodica Leonioideae - 1 rod 6 sp. (Leonia)
        - potporodica Fusispermoideae - 1 rod 3 sp. (Fusispermum)

      - porodica Flacourtiaceae (79/880)
      - porodica Lacistemataceae (2/27)
      - porodica Salicaceae (3/530)
      - porodica Dipentodontaceae (1/1)
      - porodica Peridiscaceae (2/2)
      - porodica Scyphostegiaceae (1/1)
      - porodica Passifloraceae (18/630)
      - porodica Turneraceae (8/120)
      - porodica Malesherbiaceae (1/35)
      - porodica Achariaceae (3/3)
      - porodica Caricaceae (4/55)

    - podred Tamaricineae
      - porodica Tamaricaceae (5/100)
      - porodica Frankeniaceae (2/90)

    - podred Begoniineae
      - porodica Cucurbitaceae (118/825)
        - potporodica Zanonioideae - 18 rodova 80 sp.
        - potporodica Cucurbitoideae - 100 rodova 745 sp.

      - porodica Begoniaceae (5/920)
      - porodica Datiscaceae (3/4)

  - h2. red Brassicales
    - porodica Resedaceae (6/70)
    - porodica Capparaceae (46/930) 
      - potporodica Tovarioideae - 1 rod 2 sp. (Tovaria)
      - potporodica Pentadiplandroidea - 1 rod 2 sp. (Pentadiplandra)
      - potporodica Koeberlinioideae - 1 rod 1 sp. (Koeberlinia)
      - potporodica Capparoideae - 30 rodova with 640 sp. (Dipterygium, Oceanopapaver)
      - potporodica Cleomoideae - 13 rodova 285 sp. (Buhsia, Podandrogyne)

    - porodica Brassicaceae (376/3200)
    - porodica Salvadoraceae (3/12)
    - porodica Gyrostemonaceae (5/17)

  - h3. red Batales
    - porodica Bataceae (1/2)
- I. nadred Santalanae
  - i1. red Santalales
    - porodica Olacaceae (25/250)
      - potporodica Olacoideae - 23 roda 240 sp.
      - potporodica Octoknemoideae - 1 rod 6 sp. (Octoknema)
      - potporodica Erythropaloideae - 1 rod 2 sp. (Erythropalum)

    - porodica Opiliaceae (10/30)
    - porodica Medusandraceae (1/2)
    - porodica Santalaceae (30/400)
    - porodica Misodendraceae (1/11)
    - porodica Loranthaceae (65/850)
    - porodica Eremolepidaceae (3/12)
    - porodica Viscaceae (8/440)

  - i1. red Balanophorales
    - porodica Balanophoraceae (18/43) 
      - potporodica Mystropetaloideae - 1 rod 1 sp. (Mystropetalon)
      - potporodica Dactylanthoideae - 2 roda 2 sp. (Dactylanthus, Hachettea)
      - potporodica Sarcophytoideae - 2 roda 3 sp. (Chlamydophytum, Sarcophyte)
      - potporodica Helosidoideae - 6 rodova 12 sp.
      - potporodica Lophophytoideae - 4 roda 8 sp.
      - potporodica Balanophoroideae - 3 roda 17 sp. (Balanophora, Langsdorffia, Thonningia)

    - porodica Cynomoriaceae (1/2)
- J. nadred Geranianae
  - j1. red Linales
    - porodica Humiriaceae (8/50)
    - porodica Ctenolophonaceae (4/33)
    - porodica Hugoniaceae (6/55)
    - porodica Ixonanthaceae (4/33)
    - porodica Linaceae (6/210)
    - porodica Erythroxylaceae (2/250)
    - porodica Zygophyllaceae (28/255)
      - potporodica Peganoideae - 1 rod 6 sp. (Peganum)
      - potporodica Morkillioideae - 3 roda 4 sp. (Morkillia,V iscainoa, Sericodes)
      - potporodica Tetradiclidoideae - 1 rod 1 sp. (Tetradiclis)
      - potporodica Tribuloideae - 4 roda 60 sp.
      - potporodica Neoluederitzioidea - 2 roda 2 sp. (Neoluederitzia, Sisyndite)
      - potporodica Zygophylloideae - 15 rodova 175 sp.
      - potporodica Augeoideae - 1 rod 1 sp. (Augea)
      - potporodica Nitrarioideae - 1 rod 8 sp. (Nitraria)

    - porodica Balanitaceae (1/9)

  - j2. red Rhizophorales
    - porodica Rhizophoraceae (12/84)

  - j3. red Geraniales
    - porodica Oxalidaceae (6/890)
    - porodica Geraniaceae (14/775) 
      - potporodica Geranioideae - 6 rodova 750 sp. (Hypseocharis)
      - potporodica Biebersteinioideae - 1 erod 5 sp. (Biebersteinia)
      - potporodica Dirachmoideae - 1 rod 1 sp. (Dirachma)
      - potporodica Vivianioideae - 4 roda 6 sp.
      - potporodica Ledocarpoideae - 2 roda 11 sp. (Balbisia, Wendtia)

    - porodica Balsaminaceae (5/600)
    - porodica Tropaeolaceae (3/89)
    - porodica Limnanthaceae (1/11)

  - j4. red Polygalales
    - porodica Malpighiaceae (66/1200) 
      - potporodica Byrsonimoideae
      - potporodica Gaudichaudioideae
      - potporodica Malpighioideae

    - porodica Trigoniaceae (3/26)
    - porodica Vochysiaceae (7/200)
    - porodica Polygalaceae (15/800)
    - porodica Krameriaceae (1/17)
- K. nadred Rutanae
  - k1. red Rutales
    - podred Rutineae
      - porodica Rutaceae (326/3545) 
        - potporodica Rutoideae - 117 rodova 0 sp. (including Toddalioideae)
        - potporodica Citroideae - 30 rodova 0 sp. (equal Aurantioideae)
        - potporodica Flindersioideae - 2 roda 17 sp. (Chloroxylon, Flindersia)
        - potporodica Spathelioideae - 4 roda 23 sp. (including Harrisonia)
        - potporodica Dictyolomatoideae - 1 rod 2 sp. (Dictyoloma)

      - porodica Rhabdodendraceae (1/4)
      - porodica Cneoraceae (1/3)
      - porodica Simaroubaceae (27/192) 
        - potporodica Simarouboideae - 20 rodova 116 sp. (Harrisonia)
        - potporodica Kirkioideae - 1 rod 8 sp. (Kirkia)
        - potporodica Irvingioideae - 4 roda 23 sp. (including Allantospermum)
        - potporodica Picramnioideae - 1 rod 40 sp. (Picramnia)
        - potporodica Alvaradoideae - 1 rod 5 sp. (Alvaradoa)

      - porodica Ptaeroxylaceae (2/5)
      - porodica Meliaceae (52/1310)
        - potporodica Melioideae - 37 rodova 1260 sp. (including Nymania)
        - potporodica Quivisianthoideae - 1 rod 1 sp. (Quivisiantha)
        - potporodica Capuronianthoideae - 1 rod 1 sp. (Capuronianthus)
        - potporodica Swietenioideae - 13 rodova 47 sp.

      - porodica Burseraceae (17/500)
      - porodica Anacardiaceae (70/600)
      - porodica Leitneriaceae (1/1)
      - porodica Tepuianthaceae (1/5)

    - podred Coriariineae
      - porodica Coriariaceae (1/5)

    - podred Sapindineae
      - porodica Sapindaceae (155/2420) 
        - potporodica Dodonaeoideae - 1 rod 50 sp. (Dodonaea)
        - potporodica Koelreuterioideae - 28 rodova 70 sp.
        - potporodica Stylobasioideae - 1 rod 2 sp. (Stylobasium)
        - potporodica Emblingioideae - 1 rod 1 sp. (Emblingia)
        - potporodica Sapindoideae - 112 rodova 1880 sp.
        - potporodica Hippocastanoideae - 2 roda 15 sp. (Aesculus, Billia)
        - potporodica Aceroideae - 2 roda 200 sp. (Acer, Dipteronia)

      - porodica Sabiaceae (3/160) 
        - potporodica Meliosmoideae - 2 roda 105 sp. (Meliosma, Ophiocaryon)
        - potporodica Sabioideae - 1 rod 55 sp. (Sabia)

      - porodica Melianthaceae (2/15)
      - porodica Akaniaceae (1/1)
      - porodica Bretschneideraceae (1/2)
      - porodica Moringaceae (1/14)

    - podred Fabineae
      - porodica Surianaceae (1/1)
      - porodica Connaraceae (16/325)
        - potporodica Connaroideae - 15 rodova 322 sp.
        - potporodica Jollydoroideae - 1 rod 3 sp. (Jollydora)

      - porodica Fabaceae (630/18000)
        - potporodica Caesalpinoideae - 150 rodova 2700 sp.
        - potporodica Mimosoideae - 40 rodova 2500 sp.
        - potporodica Swartzioideae - 11 rodova 185 sp.
        - potporodica Faboideae - 429 rodova 12615 sp.
- L. nadred Proteanae
  - l1. red Proteales
    - porodica Proteaceae (75/1050)
      - potporodica Persoonioideae - 7 rodova 43 sp.
      - potporodica Proteoideae - 26 rodova 0 sp.
      - potporodica Sphalmioideae - 1 rod 1 sp. (Sphalmium)
      - potporodica Carnarvonioideae - 1 rod 2 sp. (Carnarvonia)
      - potporodica Grevilleoideae - 40 rodova 0 sp.
- M. nadred Rosanae
  - m1. red Hamamelidales
    - podred Trochodendrineae
      - porodica Trochodendraceae (2/2)
        - potporodica Trochodendroideae - 1 rod 1 sp. (Trochodendron)
        - potporodica Tetracentroideae - 1 rod 1 sp. (Tetracentron)

      - porodica Eupteleaceae (1/2)
      - porodica Cercidiphyllaceae (1/2)

    - podred Hamamelidineae
      - porodica Platanaceae (1/9)
      - porodica Hamamelidaceae (30/120) 
        - potporodica Hamamelidoideae - 22 roda 100 sp.
        - potporodica Rhodoleioideae - 1 rod 1 sp. (Rhodoleia)
        - potporodica Exbucklandioideae - 4 roda 5 sp. (uklj. Chunia, Disanthus, Mytilaria)
        - potporodica Altingioideae - 3 roda 12 sp. (equal Liquidambaroideae Altingia, Liquidambar, Semiliquidambar)

  - m2. red Casuarinales
    - porodica Casuarinaceae (4/70)

  - m3. red Balanopales
    - podred Buxineae
      - porodica Buxaceae (6/105)
        - potporodica Buxiodeae - 4 roda 100 sp.
        - potporodica Styloceratoideae - 1 rod 3 sp. (Styloceras)

      - porodica Didymelaceae (1/2)

    - podred Balanopineae
      - porodica Daphniphyllaceae (1/9)
      - porodica Balanopaceae (1/8)

  - m4. red Bruniales
    - porodica Roridulaceae (1/2)
    - porodica Bruniaceae (12/75)
    - porodica Geissolomataceae (1/1)
    - porodica Grubbiaceae (1/3)
    - porodica Myrothamnaceae (1/2)
    - porodica Hydrostachyaceae (1/30)

  - m5. red Juglandales
    - podred Jugandineae
      - porodica Rhoipteleaceae (1/1)
      - porodica Juglandaceae (8/59)

    - podred Myricineae
      - porodica Myricaceae (3/40)

  - m6. red Betulales
    - porodica Ticodendraceae (1/1)
    - porodica Betulaceae (6/157) 
      - potporodica Betuloideae - 2 roda 95 sp. (Alnus, Betula)
      - potporodica Coryloideae - 4 roda 62 sp.

    - porodica Nothofagaceae (1/35)
    - porodica Fagaceae (9/750) 
      - potporodica Castanoideae - 4 roda 300 sp.
      - potporodica Fagoideae - 5 rodova 400 sp.

  - m7. red Rosales
    - porodica Rosaceae (100/2000)
      - potporodica Spiraeoideae - uklj. Lindleya, Lyonothamnus, Vauquelinia
      - potporodica Quillajoideae - 2 roda 8 sp. (Kageneckia, Quillaja)
      - potporodica Rosoideae
      - potporodica Amygdaloideae - uklj. Exochorda
      - potporodica Maloideae - 28 rodova 1110 sp.

    - porodica Neuradaceae (3/10)
    - porodica Crossosomataceae (3/7)
    - porodica Anisophylleaceae (4/34)

  - m8. red Saxifragales
    - porodica Tetracarpaeaceae (1/1)
    - porodica Crassulaceae (35/1500) 
      - potporodica Sedoideae - uklj. Semperviveae, Echeverieae
      - potporodica Cotyledonoideae - uklj. Kalanchoeae
      - potporodica Crassuloideae

    - porodica Cephalotaceae (1/1)
    - porodica Penthoraceae (1/2)
    - porodica Saxifragaceae (30/550) 
      - potporodica Astilboideae - 3 rod 40 sp. (Astilbe, Astilboides, Rodgersia)
      - potporodica Saxifragoideae - 27 rodova 510 sp.

    - porodica Francoaceae (2/2)
    - porodica Grossulariaceae (1/150)
    - porodica Vahliaceae (1/5)
    - porodica Eremosynaceae (1/1)
    - porodica Lepuropetalaceae (1/1)
    - porodica Parnassiaceae (1/50)
    - porodica Greyiaceae (1/3)
    - porodica Diapensiaceae (6/20)

  - m9. red Podostemales
    - porodica Podostemaceae (50/140) 
      - potporodica Tristichoideae - 5 rodova 10 sp.
      - potporodica Podostemoideae - 45 rodova 130 sp.

  - m10. red Cunoniales
    - porodica Cunoniaceae (27/410) 
      - potporodica Cunonioideae - 24 roda 350 sp.
      - potporodica Baueroideae - 1 rod 3 sp. (Bauera)
      - potporodica Eucryphioideae - 1 rod 6 sp. (Eucryphia)
      - potporodica Brunellioideae - 1 rod 52 sp. (Brunellia)

    - porodica Davidsoniaceae (1/1)
    - porodica Staphyleaceae (5/60) 
      - potporodica Staphyleoideae - 3 roda 55 sp. (Euscaphis, Staphylea, Turpinia)
      - potporodica Tapiscioideae - 2 roda 5 sp. (Huertea, Tapiscia)
- N. nadred Aralianae
  - n1. red Brexiales
    - porodica Hydrangeaceae (17/250) 
      - potporodica Philadelphoideae - 7 rodova 135 sp.
      - potporodica Kirengeshomoideae - 1 rod 1 sp. (Kirengeshoma)
      - potporodica Hydrangeoideae - 9 rodova 114 sp.

    - porodica Escalloniaceae (15/200) 
      - potporodica Escallonioideae - uklj. Corokia
      - potporodica Iteoideae - 2 roda 22 sp. (Choristylis, Itea)
      - potporodica Tribeloideae - 1 rod 1 sp. (Tribeles)
      - potporodica Phyllonomoideae - 1 rod 8 sp. (Phyllonoma)
      - potporodica Pterostemonoideae - 1 rod 2 sp. (Pterostemon)

    - porodica Griseliniaceae (1/6)
    - porodica Alseuosmiaceae (3/12)
    - porodica Montiniaceae (4/13)
    - porodica Brexiaceae (3/11)
    - porodica Columelliaceae (1/4)
    - porodica Desfontainiaceae (1/1)

  - n2. red Cornales
    - podred Vitineae
      - porodica Vitaceae (13/735)
        - potporodica Vitoideae - 12 rodova 700 sp.
        - potporodica Leeoideae - 1 rod 34 sp. (Leea)

    - podred Gunnerineae
      - porodica Gunneraceae (1/35)

    - podred Haloragineae
      - porodica Haloragaceae (9/100)

    - podred Cornineae
      - porodica Cornaceae (6/78)
        - potporodica Davidioideae - 1 rod 1 sp. (Davidia)
        - potporodica Nyssoideae - 2 roda 6 sp. (Camptotheca, Nyssa)
        - potporodica Mastixioideae - 2 roda 25 sp. (Diplopanax, Mastixia )
        - potporodica Cornoideae - 1 rod 46 sp. (Cornus)

      - porodica Curtisiaceae (1/1 - Curtisia)
      - porodica Alangiaceae (1/19)
      - porodica Garryaceae (1/12)
      - porodica Aucubaceae (1/3)
      - porodica Aralidiaceae (1/1)
      - porodica Eucommiaceae (1/1)
      - porodica Icacinaceae (56/300)
      - porodica Cardiopteridaceae (1/2)

  - n3. red Pittosporales
    - porodica Pittosporaceae (10/150)
    - porodica Byblidaceae (1/2)
    - porodica Tremandraceae (3/43)

  - n4. red Araliales
    - porodica Helwingiaceae (1/5)
    - porodica Torricelliaceae (1/3)
    - porodica Araliaceae (50/1150)
    - porodica Hydrocotylaceae (45/300)
    - porodica Apiaceae (365/2800)
      - potporodica Saniculoideae
      - potporodica Apioideae

  - n5. red Dipsacales
    - porodica Caprifoliaceae (12/450)
    - porodica Adoxaceae (5/243) 
      - potporodica Adoxoideae - 4 roda 43 sp. (uklj.+J745. Sambucus)
      - potporodica Viburnoideae - 1 rod 200 sp. (Viburnum)

    - porodica Valerianaceae (13/400)
    - porodica Triplostegiaceae (1/2)
    - porodica Dipsacaceae (8/280)
    - porodica Morinaceae (1/17)
- O. nadred Asteranae
  - o1. red Asterales
    - porodica Calyceraceae (4/40)
    - porodica Asteraceae (1160/19085)
      - potporodica Barnadesioideae - 9 rodova 95 sp.
      - potporodica Lactucoideae - 340 rodova 6370 sp.
      - potporodica Asteroideae - 820 rodova 12715 sp.

  - o2. red Campanulales
    - porodica Menyanthaceae (5/40)
    - porodica Pentaphragmataceae (1/30)
    - porodica Sphenocleaceae (1/2)
    - porodica Campanulaceae (34/980)
      - potporodica Campanuloideae - 34 roda 820 sp.
      - potporodica Cyphioideae - 1 rod 50 sp. (Cyphia)
      - potporodica Lobelioideae - 30 rodova 1130 sp. (uklj. Cyphocarpus)

    - porodica Cyphiaceae (1/50)
    - porodica Lobeliaceae (30/1130)
    - porodica Donatiaceae (1/2)
    - porodica Stylidiaceae (6/170)
    - porodica Goodeniaceae (15/300) 
      - potporodica Goodenioideae - 12 rodova 210 sp.
      - potporodica Dampieroideae - 3 roda 88 sp. (Anthotium, Dampiera, Leschenaultia)
- P. nadred Solananae
  - p1. red Solanales
    - podred Solanineae
      - porodica Solanaceae (77/2918) 
        - potporodica Solanoideae - 55 rodova 2400 sp.
        - potporodica Cestroideae - 20 rodova 485 sp.
        - potporodica Sclerophylacoideae - 1 rod 12 sp. (Sclerophylax)

      - porodica Duckeodendraceae (1/1)
      - porodica Goetzeaceae (4/5)
      - porodica Convolvulaceae (59/1830) 
        - potporodica Humbertioideae - 1 rod 1 sp. (Humbertia)
        - potporodica Dichondroideae - 2 roda 9 sp. (Dichondra, Falkia)
        - potporodica Convolvuloideae - 55 rodova 1650 sp.
        - potporodica Cuscutoideae - 1 rod 170 sp. (Cuscuta)

    - podred Boraginineae
      - porodica Hydrophyllaceae (18/250)
      - porodica Boraginaceae (117/2400) 
        - potporodica Ehretioideae - 11 rodova 145 sp.
        - potporodica Cordioideae - 4 roda 255 sp.
        - potporodica Heliotropoideae - 6 rodova 430 sp. (uklj. Ixorhea, Nogalia)
        - potporodica Boraginoideae - 95 rodova 1570 sp.
        - potporodica Wellstedioideae - 1 rod 2 sp. (Wellstedia )

      - porodica Hoplestigmataceae (1/2)
      - porodica Lennoaceae (13/280)
      - porodica Tetrachondraceae (1/2)

    - podred Polemoniineae
      - porodica Polemoniaceae (16/320)
- Q. nadred Loasanae
  - q1. red Loasales
    - porodica Loasaceae (13/280) 
      - potporodica Mentzelioideae - 2 roda 71 sp. (Eucnide, Mentzelia )
      - potporodica Loasoideae - 7 rodova 200 sp.
      - potporodica Gronovioideae - 4 roda 8 sp.
- R. nadred Myrtanae
  - r1. red Myrtales
    - podred Lythrineae
      - porodica Lythraceae (25/460)
        - potporodica Lythroideae - 22 roda 450 sp.
        - potporodica Duabangoideae - 1 rod 3 sp. (Duabanga )
        - potporodica Sonneratioideae - 1 rod 4 sp. (Sonneratia )
        - potporodica Punicoideae - 1 rod 2 sp. (Punica )

      - porodica Alzateaceae (1/2)
      - porodica Rhynchocalycaceae (1/1)
      - porodica Penaeaceae (5/25)
      - porodica Oliniaceae (1/10)
      - porodica Trapaceae (1/1)
      - porodica Crypteroniaceae (3/10)
      - porodica Melastomataceae (244/3360) 
        - potporodica Melastomatoideae - 237 rodova 2950 sp.
        - potporodica Memecyloideae - 7 rodova 410 sp. (uklj. Astronia)

      - porodica Combretaceae (20/600) 
        - potporodica Strephonematoideae - 1 rod 6 sp. (Strephomena)
        - potporodica Combretoideae - 19 rodova 595 sp.

    - podred Onagrineae
      - porodica Onagraceae (18/650)

    - podred Myrtineae
      - porodica Myrtaceae (144/3000)
        - potporodica Heteropyxidoideae - 2 roda 2 sp. (Heterophyxis, Psiloxylon)
        - potporodica Myrtoideae - 142 roda 3000 sp. (including Leptospermoideae)
- S. nadred Lamianae
  - s1. red Rubiales
    - porodica Loganiaceae (18/479)
      - potporodica Loganioideae - 18 rodova 480 sp.
      - potporodica Potalioideae - 3 roda 65 sp. (Anthocleista, Fagraea, Potalia)
      - potporodica Plocospermatoideae - 1 rod 1 sp. (Plocosperma, uklj., Lithophytum)

    - porodica Rubiaceae (500/9000) 
      - potporodica Cinchonoideae - uklj. Hillia
      - potporodica Antirrheoideae
      - potporodica Ixoroideae
      - potporodica Rubioideae - uklj. Theligoneae, Henriquesiaceae

    - porodica Dialypetalanthaceae (1/1)
    - porodica Apocynaceae (355/3700)
      - potporodica Plumerioideae - 101 rod 0 sp. (including Cerbereae)
      - potporodica Apocynoideae - 87 rodova 0 sp.
      - potporodica Periplocoideae - 45 rodova 200 sp.
      - potporodica Secamonoideae
      - potporodica Asclepiadoideae

    - porodica Gentianaceae (83/965)
    - porodica Saccifoliaceae (1/1)

  - s2. red Lamiales
    - podred Scrophulariineae
      - porodica Oleaceae (29/600) 
        - potporodica Jasminoideae - uklj. Nyctanthes
        - potporodica Oleoideae - uklj. Hesperelaea

      - porodica Buddlejaceae (10/150)
      - porodica Stilbaceae (6/13) 
        - potporodica Retzioideae - 1 rod, 1 sp. (Retzia)
        - potporodica Stilboideae - 5 rodova 12 sp.

      - porodica Pedaliaceae (12/70)
      - porodica Martyniaceae (2/12)
      - porodica Myoporaceae (3/135)
      - porodica Scrophulariaceae (220/3000)
        - potporodica Scrophularioideae - uklj. Selagineae
        - potporodica Rhinanthoideae
        - potporodica Orobanchoideae - 13 rodova 150 sp.

      - porodica Plocospermataceae (1/1)
      - porodica Gesneriaceae (126/2850) 
        - potporodica Gesnerioideae - 54 roda 1280 sp.
        - potporodica Coronantheroideae - 9 rodova 20 sp.
        - potporodica Cyrtandroideae - 63 rodova 1550 sp.

      - porodica Globulariaceae (2/30)
      - porodica Plantaginaceae (3/220)
      - porodica Lentibulariaceae (4/170)
      - porodica Acanthaceae (256/2770) 
        - potporodica Nelsonioideae - 5 rodova 15 sp.
        - potporodica Thunbergioideae - 4 roda, 205 sp.
        - potporodica Mendoncioideae - 2 roda 60 sp. (Gilletiella, Mendoncia)
        - potporodica Acanthoideae
        - potporodica Ruellioideae

      - porodica Callitrichaceae (1/0)
      - porodica Hippuridaceae (1/3)

    - podred Lamiineae
      - porodica Verbenaceae (36/1035 - jedino Verbenoideae)
      - porodica Symphoremataceae (3/24)
      - porodica Nesogenaceae (3/11 - Asepalum, Cyclocheilon, Nesogenes)
      - porodica Avicenniaceae (1/14 - Avicennia)
      - porodica Lamiaceae (258/6970)
        - potporodica Chloanthoideae - 17 rodova 240 sp. (bez Spartothamnella, ali uklj. Prostanthereae, Tectona)
        - potporodica Teucrioideae - 39 roda 1520 sp. (uklj. Viticoideae, Caryopteridoideae, Monochileae, Spartothamnella, Tetraclea, Te)
        - potporodica Ajugoideae - 6 rodova 56 sp. (uklj. Garrettia, Wenchengia)
        - potporodica Scutellarioideae - 4 roda 320 sp. (uklj. Renschia, Tinnea, Holmskioldia)
        - potporodica Pogostemonoideae - 6 rodova 88 sp.
        - potporodica Lamioideae - 53 roda 1060 sp.
        - potporodica Nepetoideae - 133 rodova 3685 sp. (Ocimoideae)

### PodrazredLiliidae
- A. nadred Triuridanae
  - a1. red Triuridales
    - porodica Petrosaviaceae (1/3)
    - porodica Triuridaceae (8/80)
- B. nadred Acoranae:
  - b1. red Nartheciales
    - porodica Tofieldiaceae (5/28)
    - porodica Nartheciaceae (4/41)

  - b1. red Acorales
    - porodica Acoraceae (1/2)
- C. nadred Aranae:
  - c1. red Arales
    - porodica Araceae (105/3040)
      - potporodica Gymnostachyoideae - 1 rod 2 sp.
      - potporodica Orontioideae - 3 roda 6 sp.
      - potporodica Pothoideae - 4 roda 880 sp.
      - potporodica Monsteroideae - 12 rodova 370 sp.
      - potporodica Lasioideae - 10 rodova 55 sp.
      - potporodica Calloideae - 1 rod 1 sp.
      - potporodica Aroideae - 17 rodova 1690 sp.

    - porodica Lemnaceae (4/37)
      - potporodica Lemnoideae - 2 roda 16 sp.
      - potporodica Wolffioideae - 2 roda 21 sp.
- D. nadred Alismatanae:
  - d1. red Alismatales
    - porodica Butomaceae (1/1)
    - porodica Limnocharitaceae (3/8)
    - porodica Alismataceae (12/80)
    - porodica Hydrocharitaceae (18/110)
      - potporodica Hydrocharitoideae - 16 rodova 105 sp.
      - potporodica Thalassioideae - 1 rod 2 sp.
      - potporodica Halophiloideae - 1 rod 4 sp.

  - d2. red Potamogetonales
    - podred Aponogetonineae
      - porodica Aponogetonaceae (1/47)

    - podred Potamogetonineae
      - porodica Scheuchzeriaceae (1/1)
      - porodica Posidoniaceae (1/9)
      - porodica Cymodoceaceae (5/16)
      - porodica Ruppiaceae (1/8)
      - porodica Juncaginaceae (4/15) 
        - potporodica Juncaginoideae - 3 roda 14 sp.
        - potporodica Lilaeoideae - 1 rod 1 sp.

      - porodica Potamogetonaceae (3/90)
      - porodica Zosteraceae (3/19)
      - porodica Zannichelliaceae (4/12)
- E. nadred Lilianae:
  - e1. red Liliales
    - porodica Campynemataceae (2/4)
    - porodica Melanthiaceae (12/97)
    - porodica Trilliaceae (2/70)
    - porodica Alstroemeriaceae (5/165)
    - porodica Colchicaceae (21/240)
    - porodica Rhipogonaceae (1/6)
    - porodica Smilacaceae (2/312)
    - porodica Philesiaceae (2/2)
    - porodica Luzuriagaceae (2/5)
    - porodica Calochortaceae (1/65)
    - porodica Liliaceae (11/545)
      - potporodica Medeoloideae - 2 roda 6 sp.
      - potporodica Lilioideae - 9 rodova 540 sp.

    - porodica Tricyrtidaceae (4/33)

  - e2. red Taccales
    - porodica Dioscoreaceae (3/600)
    - porodica Trichopodaceae (2/2)
    - porodica Pentastemonaceae (1/2)
    - porodica Stemonaceae (3/30)
    - porodica Taccaceae (1/11)

  - e3. red Burmanniales
    - porodica Burmanniaceae (9/95)
    - porodica Thismiaceae (4/40)
    - porodica Corsiaceae (2/28)

  - e4. red Orchidales
    - podred Orchidineae
      - porodica Boryaceae (2/12)
      - porodica Hypoxidaceae (9/120)
      - porodica Orchidaceae (788/18500) 
        - potporodica Apostasioideae - 2 roda 18 sp.
        - potporodica Vanilloideae - 15 rodova 230 sp.
        - potporodica Cypripedioideae - 5 rodova 160 sp.
        - potporodica Spiranthoideae
        - potporodica Orchidoideae
        - potporodica Epidendroideae

      - porodica Lanariaceae (1/1)
      - porodica Asteliaceae (3/35)
      - porodica Blandfordiaceae (1/4)

    - podred Iridineae
      - porodica Tecophilaeaceae (7/32)
      - porodica Doryanthaceae (1/2)
      - porodica Ixioliriaceae (1/3)
      - porodica Iridaceae (70/1750) 
        - potporodica Isophysidoideae - 1 rod 1 sp.
        - potporodica Nivenioideae - 6 rodova 85 sp.
        - potporodica Iridoideae - 36 rodova 720 sp.
        - potporodica Ixioideae - 27 rodova 945 sp.

    - podred Asphodelineae
      - porodica Xeronemaceae (1/2)
      - porodica Xanthorrhoeaceae (1/30)
      - porodica Asphodelaceae (15/510)
        - potporodica Asphodeloideae - 8 rodova 270 sp.
        - potporodica Alooideae - 7 rodova 240 sp.
        - potporodica Alooideae - 7 rodova 240 sp.

      - porodica Hemerocallidaceae (11/47)
        - potporodica Hemerocallidoideae - 1 rod 15 sp.
        - potporodica Phormioideae - 10 rodova 32 sp.

      - porodica Johnsoniaceae (8/40)

    - podred Amaryllidineae
      - porodica Anthericaceae (8/285)
      - porodica Laxmanniaceae (14/180)
        - potporodica Lomandroideae - 5 rodova 65 sp.
        - potporodica Laxmannioideae - 9 genera with 115 sp.

      - porodica Alliaceae (17/800)
        - potporodica Allioideae - 6 genera with 700 sp.
        - potporodica Tulbaghioideae - 1 rod 22 sp.
        - potporodica Gilliesioideae - 10 rodova 75 sp.

      - porodica Agapanthaceae (1/9)
      - porodica Amaryllidaceae (66/730)
      - porodica Hyacinthaceae (40/900)
      - porodica Themidaceae (12/60)
      - porodica Aphyllanthaceae (1/1)
      - porodica Behniaceae (1/1)
      - porodica Anemarrhenaceae (1/1)
      - porodica Herreriaceae (2/9)
      - porodica Agavaceae (10/315)
        - potporodica Yuccoideae - 4 roda 45 sp.
        - potporodica Agavoideae - 6 rodova 270 sp.

      - porodica Hesperocallidaceae (2/25)

    - podred Asparagineae
      - porodica Asparagaceae (2/200)
      - porodica Dracaenaceae (1/100)
      - porodica Nolinaceae (4/50)
      - porodica Ruscaceae (3/8)
      - porodica Convallariaceae (18/215)
      - porodica Eriospermaceae (1/102)
- F. nadred Pandananae:
  - f1. red Pandanales
    - porodica Pandanaceae (3/875) 
      - potporodica Pandanoideae - 2 roda 700 sp.
      - potporodica Freycinetioideae - 1 rod 175 sp.

  - f2. red Cyclanthales
    - porodica Cyclanthaceae (11/200)
      - potporodica Carludovicoideae - 10 rodova 200 sp.
      - potporodica Cyclanthoideae - 1 rod 1 sp.

  - f3. red Velloziales
    - porodica Velloziaceae (8/250) 
      - potporodica Vellozoideae - 2 roda 125 sp.
      - potporodica Xerophytoideae - 6 rodova 125 sp.

    - porodica Acanthochlamydaceae (1/1)
- G. nadred Arecanae
  - g1. red Arecales
    - porodica Arecaceae (189/2350)
      - potporodica Coryphoideae - 40 rodova 400 sp.
      - potporodica Nypoideae - 1 rod 1 sp.
      - potporodica Calamoideae - 22 roda 670 sp.
      - potporodica Ceroxyloideae - 10 roda 155 sp.
      - potporodica Arecoideae - 113 rodova 1115 sp.
      - potporodica Phytelephoideae - 3 roda 8 sp.

  - g2. red Dasypogonales
    - porodica Dasypogonaceae (4/8)
      - potporodica Dasypogonoideae - 2 roda 6 sp.
      - potporodica Kingioideae - 2 roda 2 sp.

  - g3. red Hanguanales
    - porodica Hanguanaceae (1/5)
- H. nadred Hydatellanae:
  - h1. red Hydatellales
    - porodica Hydatellaceae (2/10)
- I. nadred Commelinanae
  - i1. red Commelinales
    - porodica Commelinaceae (40/650) 
      - potporodica Cartonematoideae - 2 roda 12 sp.
      - potporodica Commelinoideae - 38 rodova 640 sp.

    - porodica Haemodoraceae (13/100) 
      - potporodica Haemodoroideae - 8 rodova 34 sp.
      - potporodica Conostylidoideae - 5 rodova 65 sp.

    - porodica Pontederiaceae (6/38)
    - porodica Philydraceae (4/5)

  - i2. red Cannales
    - podred Musineae
      - porodica Musaceae (2/40)

    - podred Strelitzineae
      - porodica Strelitziaceae (3/7)

    - podred Lowiineae
      - porodica Lowiaceae (1/10)

    - podred Heliconiineae
      - porodica Heliconiaceae (1/200)

    - podred Zingiberineae
      - porodica Zingiberaceae (46/1275)
      - porodica Costaceae (4/100)

    - podred Cannineae
      - porodica Cannaceae (1/10)
      - porodica Marantaceae (31/550)

  - i3. red Bromeliales
    - porodica Bromeliaceae (58/2730)
      - potporodica Brocchinioideae - 1 rod 21 sp.
      - potporodica Tillandsioideae - 10 rodova 1250 sp.
      - potporodica Bromelioideae - 32 roda 725 sp.
      - potporodica Pitcairnioideae - 15 rodova 735 sp.

    - porodica Rapateaceae (16/80)
      - potporodica Rapateoideae - 7 rodova 24 sp.
      - potporodica Saxofridericioidea - 9 rodova 55 sp.

  - i4. red Xyridales
    - podred Xyridineae
      - porodica Xyridaceae (5/325)
        - potporodica Xyridoideae - 2 roda 300 sp.
        - potporodica Abolbodoideae - 3 roda 23 sp.

    - podred Eriocaulineae
      - porodica Eriocaulaceae (9/1175)

  - i5. red Juncales
    - porodica Prioniaceae (1/1)
    - porodica Thurniaceae (1/3)
    - porodica Juncaceae (6/345)
    - porodica Cyperaceae (104/4945) 
      - potporodica Mapanioideae - 14 rodova 140 sp.
      - potporodica Cyperoideae - 71 rod 2345 sp.
      - potporodica Sclerioideae - 15 rodova 335 sp.
      - potporodica Caricoideae - 5 rodova 2125 sp.

  - i6. red Typhales
    - porodica Typhaceae (2/25) 
      - potporodica Sparganioideae - 1 rod 14 sp.
      - potporodica Typhoideae - 1 rod 8 sp.

  - i7. red Restionales
    - podred Restionineae
      - porodica Anarthriaceae (1/7)
      - porodica Restionaceae (53/490)
      - porodica Ecdeiocoleaceae (2/2)
      - porodica Hopkinsiaceae (1/2)
      - porodica Lyginiaceae (1/1)
      - porodica Centrolepidaceae (3/35)

    - podred Poineae
      - porodica Flagellariaceae (1/4)
      - porodica Joinvilleaceae (0/0)
      - porodica Poaceae (656/9975)
        - potporodica Anomochlooideae - 2 roda 4 sp.
        - potporodica Pharoideae - 3 roda 12 sp.
        - potporodica Bambusoideae - 65 roova 965 sp.
        - potporodica Ehrhartoideae - 4 roda 150 sp.
        - potporodica Pooideae - 154 roda 3275 sp.
        - potporodica Arundinoideae - 49 rodsova 605 sp.
        - potporodica Danthonioideae - 19 rodova 275 sp.
        - potporodica Aristidoideae - 1 rod 250 sp.
        - potporodica Chloridoideae - 130 rodova 1125 sp.
        - potporodica Centothecoideae - 10 rodova 25 sp.
        - potporodica Panicoideae - 207 rodova 3290 sp.